# Caenohalictus antarius
Caenohalictus antarius är en biart som först beskrevs av Joseph Vachal 1904.  Caenohalictus antarius ingår i släktet Caenohalictus och familjen vägbin. Inga underarter finns listade.